# Linopodius longicollis
Linopodius longicollis là một loài bọ cánh cứng trong họ Cerambycidae.